# DISC (психология)
DISC — группа психологических описаний, основанная на работах психолога Уильяма Марстона (1893—1947). Это четырехсекторная поведенческая модель для исследования поведения людей в окружающей их среде или в определённой ситуации. DISC рассматривает стили поведения и предпочтения в поведении.

## История
Марстон защитил докторскую диссертацию в Гарвардском университете по психологии. В начале двадцатых годов двадцатого века Марстон изучал психологические понятия желания, власти и их влияние на индивидуальность и поведение людей. Эти исследования внесли большой вклад в психологию. В 1928 году Марстон издал книгу «Эмоции обыкновенных людей» («Emotion of Normal People»). В этой книге он формально представил полученные им данные, хотя DISC был написан четырьмя годами ранее. В 1931 году Марстон издал вторую книгу по DISC — «Интегральная психология» («Integrative Psychology»). Марстон ввёл и развил понятие «умственной энергии» и определил её. Он не разрабатывал тесты или оценки по DISC. Однако в 1930 году Марстон использовал оценку по DISC в своей книге по успеху и это была первая изданная публикация в новой области самоусовершенствования (сейчас это называется личностный рост).
После смерти Уильяма Марстона его дело продолжил Джон Гайер — американский психолог и изобретатель оценок по DISC,профессор нескольких университетов в США.

## Метод
При оценке поведения человека выделяют четыре аспекта, говорящих о предпочтениях человека в ассоциациях слов. Все они зашифрованы в названии модели — DISC:
- D — Господство — характеристика способности к руководству, самоутверждению, лидерству.
- I — Влияние — характеристика социальных связей и коммуникабельности.
- S — Устойчивость — характеристика терпения, постоянства, заботы.
- С — Соответствие (добросовестность, предостережение) — характеристика касается структуры и организованности.

Эти четыре измерения могут быть сгруппированы в таблицу (матрицу, круг), где D и I сверху, а C и S снизу. D и C находятся в левой колонке и представляют сосредоточенность на задаче, а I и S в правой колонке и представляют социальные аспекты. В этой матрице размер по вертикали представляет фактор «Напористости» (сверху) или «Пассивности» (снизу), в то время как размер по горизонтали представляет факторы «Открытости» (справа) и «Осторожности» (слева).

## Типы людей
- Тип D. Господствующие.
  - Люди, имеющие большее значение фактора 'D', более активны в работе с проблемами и вызовами. Люди типа 'D' описываются такими словами как требовательный, действенный, эгоцентричный, сильно желающий, двигающийся, определённый, честолюбивый, агрессивный и руководящий.
  - Люди, имеющие низкий 'D' — люди которые думают перед принятием решения. Люди с низким 'D' описываются словами: консервативный, дружелюбный, кооперативный (готовый кооперироваться), расчётливый, нетребовательный, осторожный, умеренный, приятный, скромный и мирный.
- Тип I. Влияющие.
  - Люди с высоким 'I' влияют на других через разговоры, деятельность и эмоции. Они описываются следующими словами: убеждающий, магнитный, политический, восторженный, убедительный, тёплый, демонстративный, доверчивый, оптимистичный.
  - Люди с низким 'I' работают больше с данными, чем с людьми. Они описываются следующими словами: рефлексивные, основывающиеся на фактах, расчётливые, скептические, логичные, подозрительные, пессимистические и критические.
- Тип S. Устойчивые.
  - Люди с высоким 'S' любят стабильность, безопасность и не любят резких изменений. Люди с высоким 'S' являются спокойными, мягкими, терпеливыми, притягивающими, предсказуемыми, преднамеренными, устойчивыми, последовательными и имеют тенденцию к беспристрастности.
  - Люди с низким 'S' любят интенсивность, изменение и разнообразие. Люди с низким 'S' описываются как беспокойные, демонстративные, нетерпеливые, импульсивные.
- Тип С. Соответствующие.
  - Люди с высоким 'С' придерживаются правил и инструкций. Люди с высоким 'С' описываются словами: осторожный, требовательный, систематизирующий, опрятный, дипломатичный, точный, тактичный.
  - Люди с низким 'C' бросают вызов правилам, хотят быть независимыми и описываются словами: своевольный, упрямый, самоуверенный, не систематизирующий, произвольный и небрежный в делах.